# Museo nazionale del Qatar
Il Museo Nazionale del Qatar è un complesso culturale situato a Doha, capitale del Qatar. Il museo è stato inaugurato nel 2019, ma la sua costruzione è avvenuta tra il 2010 e il 2019 secondo il progetto dell’architetto Jean Nouvel, coadiuvato per il progetto strutturale dalla società di ingegneria Arup. L’opera è stata commissionata dalla Qatar Museums Authority. 

## Il museo
Il Museo Nazionale del Qatar è stato concepito come un'opera in grado di raccontare l'identità del paese attraverso un linguaggio architettonico che unisce l’innovazione formale alla tradizione culturale. Progettato da Jean Nouvel, il museo si ispira alla formazione naturale della rosa del deserto, una cristallizzazione tipica delle regioni aride, che si traduce in una geometria complessa composta da dischi interconnessi e sovrapposti. Questa scelta formale rispecchia la volontà di rappresentare l’interconnessione tra natura e cultura che caratterizza la storia del Qatar e allo stesso tempo produce un forte impatto visivo e simbolico. L’edificio si inserisce in un’area strategica, adiacente al lungomare di Doha, e si collega alla struttura preesistente del Palazzo dello Sceicco Abdullah bin Jassim Al Thani, inglobandolo come fulcro narrativo del percorso espositivo. La relazione tra il nuovo edificio e il Palazzo dello Sceicco è uno degli aspetti più significativi del progetto. Il palazzo, restaurato e integrato all’interno del museo, rappresenta la memoria storica della famiglia reale e diventa parte integrante del racconto museale. La connessione fisica e visiva tra le due strutture simboleggia la continuità tra passato e presente, tra identità nazionale e visione globale. L’integrazione del patrimonio storico nel nuovo intervento rafforza il ruolo culturale del museo e contribuisce a radicare il progetto nel contesto locale. Oltretutto la forma non comune e la materialità dell’opera fanno sì che il museo nazionale del Qatar sia allo stesso tempo ancorato alle radici storiche ma anche rappresentazione della trasformazione di un paese proiettato verso il futuro.
L’organizzazione spaziale del museo riflette un percorso cronologico e tematico, articolato in tre sezioni principali: le origini geologiche del Qatar, la storia culturale e le trasformazioni contemporanee del paese. Gli spazi espositivi sono distribuiti in sequenza lungo un itinerario curvilineo che favorisce la narrazione fluida e immersiva, attraverso una combinazione di oggetti, testi, video e installazioni multimediali. La composizione architettonica non si limita a un contenitore per l’arte, ma diventa parte attiva della narrazione, enfatizzando il rapporto tra contenuto e contenitore.

### La struttura complessa

La complessità tecnica dell’edificio si manifesta nella realizzazione dei dischi inclinati e intrecciati che compongono la struttura, un sistema costruttivo che ha richiesto soluzioni ingegneristiche avanzate. 
La complessa struttura risulta composta da un intreccio di 539 dischi orizzontali, il cui diametro varia da 14 a 87 metri. Questi elementi, in funzione della loro direzione di posa, definiscono coperture, solai e chiusure verticali per una superficie complessiva di 8.700 metri quadrati destinata agli spazi espositivi. La scelta dei materiali e delle tecniche costruttive è stata fortemente influenzata dal concept compositivo dell’edificio e dalle condizioni climatiche locali, caratterizzate da forti escursioni termiche (con temperature fino a 50°C e elevate percentuali di umidità relativa fino a 70-80%) e venti intensi. Per rispondere a tali esigenze, è stato impiegato il calcestruzzo UHPFRC (Ultra High-Performance Fiber-Reinforced Concrete), un calcestruzzo fibrorinforzato che unisce la resistenza a compressione tipica della matrice cementizia con la resistenza a trazione garantita dalle fibre di vetro. Questo materiale ha consentito una drastica riduzione dello spessore degli elementi strutturali, arrivando fino a 40 mm in sezione e 60 mm sul perimetro. Tale caratteristica ha permesso di contenere il peso complessivo degli elementi, rendendo possibile la realizzazione di dischi di grandi dimensioni anche in presenza di elevate sollecitazioni esterne.  L’involucro esterno dell’edificio, che copre una superficie di 110.000 metri quadrati, è rivestito con 76.000 pannelli di UHPFRC, orientati in modo variabile. Questi pannelli presentano geometrie complesse ma sono stati ottimizzati grazie alla modellazione parametrica: l’intera produzione è stata infatti suddivisa in sole 31 geometrie differenti, semplificando e rendendo più efficiente il processo di fabbricazione e posa in opera. Ogni pannello copre in media una superficie di 2 metri quadrati e pesa meno di 180 kg. Sono fissati a strutture in acciaio che consentono di seguire le curve e le inclinazioni dei dischi. 
Particolare attenzione è stata riservata ai giunti tra i pannelli, che coprono complessivamente 232 km. Ogni giunto ha uno spessore di 15 mm e prevede un sistema di doppia guarnizione: una prima guarnizione elastica in EPDM e uno strato superiore in silicone. Questa configurazione garantisce un’elevata tenuta all’aria e alla sabbia, anche in presenza di forti venti, migliorando la durabilità e la protezione dell’involucro edilizio. I dischi che definiscono la morfologia del Museo Nazionale del Qatar costituiscono anche la struttura portante dell’intero edificio. Questi elementi sono realizzati mediante l’accoppiamento di una struttura principale reticolare in acciaio e una sovrastruttura secondaria. La struttura reticolare, del peso di 1.500 tonnellate, è connessa alla struttura principale tramite montanti verticali di altezza variabile. Essa è composta da un mozzo centrale e da razze formate da profili scatolari curvati, collegati tra loro mediante profili tubolari circolari. Il risultato è una griglia spaziale a raggi che sostiene i dischi e funge da base per i profili a "Z", utilizzati anche per il fissaggio dei pannelli di finitura in UHPFRC. Gli elementi strutturali secondari sono costituiti da travi con una luce massima di 3 metri, incernierate a un’estremità e libere di scorrere nell’altra, in modo da assorbire le dilatazioni termiche senza trasmetterle alla struttura principale. Il bordo esterno dei dischi, incluso quello a cuspide, è realizzato con elementi in UHPFRC definiti “nasi”, caratterizzati da geometrie variabili a seconda della curvatura del disco. Questi sono collegati alla struttura principale tramite barre in acciaio da 16 mm, fissate con bulloni regolabili. Per i dischi di copertura, la chiusura delle sezioni tra le travature principali è realizzata mediante pannelli in lamiera grecata da 41 mm, utilizzati come piano di posa per un doppio strato di isolamento: uno in vetro cellulare con trasmittanza termica pari a 0,2 W/m²K, e l’altro selezionato in base alla durabilità e all’impermeabilità all’acqua. Questa soluzione ha reso superflua la posa di ulteriori membrane protettive. Infine, l’uso combinato di materiali con coefficienti di dilatazione termica simili — vetro cellulare, calcestruzzo e acciaio — consente alla struttura di adattarsi ai movimenti termici senza causare danni localizzati né alla struttura stessa né al rivestimento.

### Le difficoltà della progettazione e l'importanza del BIM
La progettazione ha richiesto l’uso intensivo di software parametrici e modellazione 3D, nonché una stretta collaborazione tra architetti, ingegneri e costruttori, per gestire la complessità geometrica e le esigenze strutturali e impiantistiche. L’uso innovativo di materiali e tecnologie ha permesso di ottenere un equilibrio tra prestazione tecnica ed espressione formale.
A causa della notevole complessità geometrica e strutturale dell’edificio, tutte le fasi di progettazione e realizzazione sono state gestite sfruttando le funzionalità avanzate offerte dal sistema BIM (Building Information Modeling). Questo approccio ha reso possibile l’individuazione preventiva e il monitoraggio delle interferenze tra le diverse attività in cantiere, evitando così conflitti e rielaborazioni onerose durante la costruzione, con un conseguente controllo più efficace su tempi e costi. 
Grazie al BIM, è stato possibile ottenere direttamente dal modello digitale una serie di elaborati bidimensionali e tridimensionali, garantendo così un'elevata precisione nella produzione dei disegni esecutivi per ogni scala progettuale, superiore rispetto ai metodi tradizionali. La collaborazione tra i circa 150 progettisti coinvolti, appartenenti a 25 aziende diverse, è stata facilitata da una piattaforma digitale condivisa, che ha centralizzato le informazioni e semplificato il coordinamento interdisciplinare durante la fase operativa. Un modello BIM denominato “Construction BIM”, con una dimensione di 1 terabyte e contenente oltre 150.000 file, è stato messo a disposizione su piattaforme interoperabili. Da esso sono stati estratti i disegni necessari per il cantiere. Data la complessità del progetto e la necessità di rispondere in modo flessibile alle variabili in corso d’opera, è stato introdotto un sistema di pianificazione settimanale condivisa, coinvolgendo circa 4.000 operai.
Durante la costruzione, il modello è stato costantemente aggiornato con rilievi “as-built” e scansioni laser ad alta definizione, permettendo la creazione di un modello finale “As-Built BIM”. Questo modello aggiornato sarà utilizzato in futuro dalla Qatar Museums Authority per le attività di gestione e manutenzione dell’intera struttura.

### L’attenzione per l'impiantistica
Particolare attenzione è stata dedicata alla gestione del clima locale, caratterizzato da temperature elevate e forte irraggiamento solare. La forma stessa dell’edificio, con i dischi sporgenti e inclinati, contribuisce a creare zone d’ombra che riducono l’esposizione solare diretta e migliorano il comfort termico. Inoltre, l’involucro è stato progettato per garantire un alto livello di isolamento termico e per ridurre il carico energetico dell’edificio. Il sistema impiantistico, integrato nella struttura, utilizza tecnologie ad alta efficienza per la climatizzazione e l’illuminazione, riducendo l’impatto ambientale e migliorando la sostenibilità dell’intervento.
Il museo affronta condizioni climatiche estreme grazie a un sistema progettuale orientato alla sostenibilità ambientale. Ha ottenuto certificazioni ambientali internazionali, tra cui LEED Gold e GSAS 4 stelle, grazie a un approccio che unisce strategie passive e impianti efficienti.
L’organizzazione dei dischi architettonici, che sporgono a varie altezze, è stata pensata per produrre ombreggiamento naturale e ridurre l’irraggiamento diretto, migliorando l’illuminazione interna e il comfort termico. L’involucro è stato progettato per limitare il guadagno di calore e ottimizzare la riflessione solare. Gli impianti di climatizzazione sono a bassa intensità energetica, suddivisi per zone e regolabili singolarmente in ogni galleria. Gli impianti dell’aria sono calibrati per rispondere in modo efficace alle necessità delle opere esposte e alla presenza effettiva di persone, monitorando costantemente la qualità e il volume dell’aria.

## Riconoscimenti
- "Facade Design and Engineering of the Year” agli ABB LEAF Awards 2017